# Вкусно и точка
Вкусно и точка (рус. Вкусно — и точка; Укусно и то је то или Укусно. Тачка) је руски ланац брзе хране који се углавном налази у бившим Мекдоналдс ресторанима, са менијем који се углавном састоји од ребрендираних Мекдоналдс артикала. Мекдоналдс је затворио своје руске продавнице као одговор на руску инвазију на Украјину; Ресторани Вкусно и точка углавном заузимају некадашње ресторане Мекдоналдса који су продати пословном магнату и предузетнику Александру Говору.    
Први ресторани отворени су 12. јуна 2022. године. 

## Историја
Дана 8. марта 2022. године, суочен са сталним притиском на друштвеним медијима због руске инвазије на Украјину, Мекдоналдс је најавио привремену суспензију рада својих ресторана у Русији, истовремено најављујући да ће наставити да исплаћује своје запослене у земљи.   Ресторане је преузео извршни директор Мекдоналдса у Русији Олег Паројев и остали су отворени средином марта 2022. године.
Дана 16. маја 2022. компанија је одлучила да у потпуности напусти Русију.  Дана 27. маја 2022, објављено је да Мекдоналдс продаје своје продавнице у Русији локалном власнику лиценце Александру Говору. Убрзо након објаве, компанија је заменила лого Мекдоналдса у корист сопственог логотипа.  
Дана 12. јуна 2022. ланац ресторана поново је отворио 15 ресторана у Москви. Следећег дана, ланац ресторана поново је отворио још 50 ресторана у Москви и широј Московској области.  Мекдоналдс има 15-годишњу опцију да откупи своје некадашње ресторане од Вкусно и точке. 

## Мени
Према речима генералног директора ланца, у почетној фази отварања, ресторани неће носити сваку ставку менија коју су првобитно планирали због проблема у ланцу снабдевања и логистике паковања. Према речима менаџера квалитета Александра Меркулова, јела садрже исте састојке и праве се на истој опреми као када је Мекдоналдс управљао ресторанима, али се сервирају у другачијој амбалажи. 

За разлику од оригиналног Мекдоналдса, „Вкусно и точка“ не служи Биг мек,  Мекфлури,  или Хепи мил.  Међутим, служи храну која се не налази у Мекдоналдсу, као што су пржени шкампи.  Због одласка компаније Кока-Коле из Русије, залихе за су при крају од јуна 2022. године; Вкусно и точка настоји да замени ово безалкохолно пиће локалним варијантама. 
- Храна у паковањима
- Бургер, помфрит и пиће
- помфрит
- Терминали
- Анимирани мени

## Контроверзе и критике
Од отварања ланца ресторана, многим корисницима друштвених мрежа ВКонтакте и Твитер није се допао назив „Укусно — и то је то”.  Критичари новог логотипа су истакли његову сличност са логом компаније Мариот интернашонал (Marriott International), која такође послује у Русији. На пример, неки су рекли да лого изгледа као „лого хотела Мариот у комбинацији са заставом Бангладеша”.  На дан отварања, један од демонстраната је подигао транспарент: „Вратите Биг мек!”  
Према речима Николаја Григоријева, члана Управног одбора Guild of Marketeers, име ланца брзе хране неће заживети међу потрошачима, он верује да би мрежа ускоро могла бити преименована због неприлагођеног имена.
Према речима маркетара, старо име „Мекдоналдс” ће ускоро нестати из лексикона руских потрошача.  

### Проблеми са храном
Дана 3. јула, муштерија једног од ресторана Вкусно и точка у округу Хорошово-Мњовники пожалила се на пљескавицу са буђом. Прес служба ланца саопштила је да су већ покренули истрагу о томе како је буђава лепиња доспела у кухињу и да су већ контактирали произвођача како би се разјасниле околности инцидента.  
Дана 4. јула, Телеграм канал Ксеније Собчак, известио је да ресторан ланца у Арбату „сервира кромпир са сосовима од сира којима је истекао рок трајања 1 дан”. Корисници Твитера су такође почели да се жале да се у пљескавицама Вкусно и точке налазе шапе и делови инсеката. 